# Mount Ayr (Indiana)
Mount Ayr is een plaats (town) in de Amerikaanse staat Indiana, en valt bestuurlijk gezien onder Newton County.

## Demografie
Bij de volkstelling in 2000 werd het aantal inwoners vastgesteld op 147.
In 2006 is het aantal inwoners door het United States Census Bureau geschat op 135, een daling van 12 (-8.2%).

## Geografie
Volgens het United States Census Bureau beslaat de plaats een oppervlakte van
0,4 km², waarvan 0,4 km² land en 0,0 km² water. Mount Ayr ligt op ongeveer 216 m boven zeeniveau.

## Plaatsen in de nabije omgeving
De onderstaande figuur toont nabijgelegen plaatsen in een straal van 24 km rond Mount Ayr.